# Тетија
Тетија, (грч. Τηθύς) (лат. Tethys) је кћерка бога неба Урана и мајке земље Геје. Тетија је била жена Океана.
Тетијино име (грч. τηθη) на грчком значи tethe = „бака“. Врло често се Тетија меша са Тетидом, која је једна од Нереида.

## Митологија
Своме мужу, који је био најстарији од свих титана и бог „спољашњег мора“, Тетија је родила велики број потомака. То су, пре свега биле све реке и потоци који утичу у море, и још хиљаду кћери и хиљаде синова.
Тетија је била мајка главних светских река, као што су Нил, Алфеј, Меандар.
Број потомака није навео ни Хомер ни Хесиод, као ни један антички песник.
У митологију, Тетија није ушла само захваљујући великом броју потомака, већ и зато што је, када се Зевс побунио против свог оца и њеног брата Хрона, пружила уточиште богињи Хери, све време док Зевс није победио и одвео, али као своју жену, Херу на Олимп.
Када је Зевс поставио на небо Калисто и њеног сина Аркада као сазвежђе Велики медвед и Мали медвед, Хери, Зевсовој жени се то није свидело, и она је тражила Тетији да јој помогне. Тетија је проклела Калисто и Аркада да заувек круже небом и да никад не зађу испод обзорја.
Кћерке Тетије и Океана су Океаниде.